# Blues from a Gun
Blues from a Gun è un singolo del gruppo musicale britannico The Jesus and Mary Chain, pubblicato l'11 settembre 1989 come primo estratto dall'album Automatic.
Venne distribuito in cinque diversi formati, compreso un mini-CD singolo da 3" in una busta di carta apribile. Il singolo raggiunse il n° 32 della classifica britannica e per tre settimane rimase al primo posto della classifica delle Alternative Songs di U.S. Billboard.

## Tracce
Testi e musiche di W. e J. Reid, eccetto ove indicato.

### 7"
Lato A
1. Blues from a Gun – 4:44

Lato B
1. Shimmer – 2:46

### 10"
Lato A
1. Blues from a Gun – 4:43

Lato B
1. Shimmer – 2:45
2. Penetration – 2:46
3. Break Me Down – 2:23

### 12"
Lato A
1. Blues from a Gun – 4:43

Lato B
1. Shimmer – 2:45
2. Penetration – 2:46
3. Subway – 2:04

### CD
1. Blues from a Gun – 4:43
2. Shimmer – 2:45
3. Penetration – 2:46
4. My Girl – 3:04 (Smokey Robinson, Ronald White)

### Musicassetta
Lato A e lato B
1. Blues from a Gun
2. Shimmer